# جردبازو
جِردبازو هو أمير باوندي وولي عهد شاه غازي رستم. شارك في معارك مختلفة في عهد أبيه وبناء على طلب السلطان سنجر ذهب إلى البلاط السلجوقي كرهينة لإنهاء الحروب بين السلالتين، لكنه اُغتيل على يد الحشاشين في مدينة سرخس. وبعد وفاته أُطلق عليه لقب "الشهيد" ودفن في ضريح الإمام الرضا في مشهد. تسببت هذه الحادثة في تفاقم العلاقة بين الشاه رستم والسلاجقة وإسماعيليي ألموت.
وبقيت أبيات من شعره باللغة الطبرية في كتاب تاريخ طبرستان لابن إسفنديار.